# Cydonia (regija na Marsu)
Cydonia je regija na Marsu, na njegovoj sjevernoj polutki. Regija se smjestila između ravnice Acidalia Planitie i visoravni Arabia Terra. Cydonia je dobila ime po natičkom grčkom polisu Kydonia na otoku Kreti. Teren Cydonije čini prijelaz između južnih, kraterima izbrazdanih, visoravni i sjevernih ravnica. Posebnost Cydonije su izdvojena brdašca poznata kao Cydonia Mensae. Jedno od tih brdašaca je izazvalo veliko zanimanje javnosti i znanstvenika jer svojim izgledom je podsjećalo na lice čovjeka.

## Lice na Marsu
Jedno od brdašaca u regiji Cydonije je postalo popularno u javnosti nakon što ga je 1976. snimio Viking 1 orbiter. Na fotografiji je zbog igre svjetla i sjena brdo ličilo na lice humanoida. Dio javnosti i pseudoznanstvenici počeo je vjerovati da je na fotografijama vidljiv spomenik kojeg je izradila neka davna izvanzemaljska civilizacija. Zbog ograničenih mogućnosti kamera na orbiterima Viking pitanje Lica je ostalo nerazriješeno sve do početka 21. stoljeća. Nova generacija Marsovih orbitera, Mars Global Surveyor i Mars Express snimili su fotografije u visokoj rezoluciji na kojima se jasno vidi da je Lice samo tipično brdašce.